# Machimosaurus
Machimosaurus là một chi thuộc họ Teleosauridae sống vào thời kỳ Jura muộn (Kimmeridgia và Tithonia). Loài điển hình, Machimosaurus hugii, được tìm thấy ở Thụy Sĩ. Các hóa thạch khác được tìm thấy ở Anh, Pháp, Đức, và Bồ Đào Nha. và mới đây ở Tunisia.